# Charles de Brosses

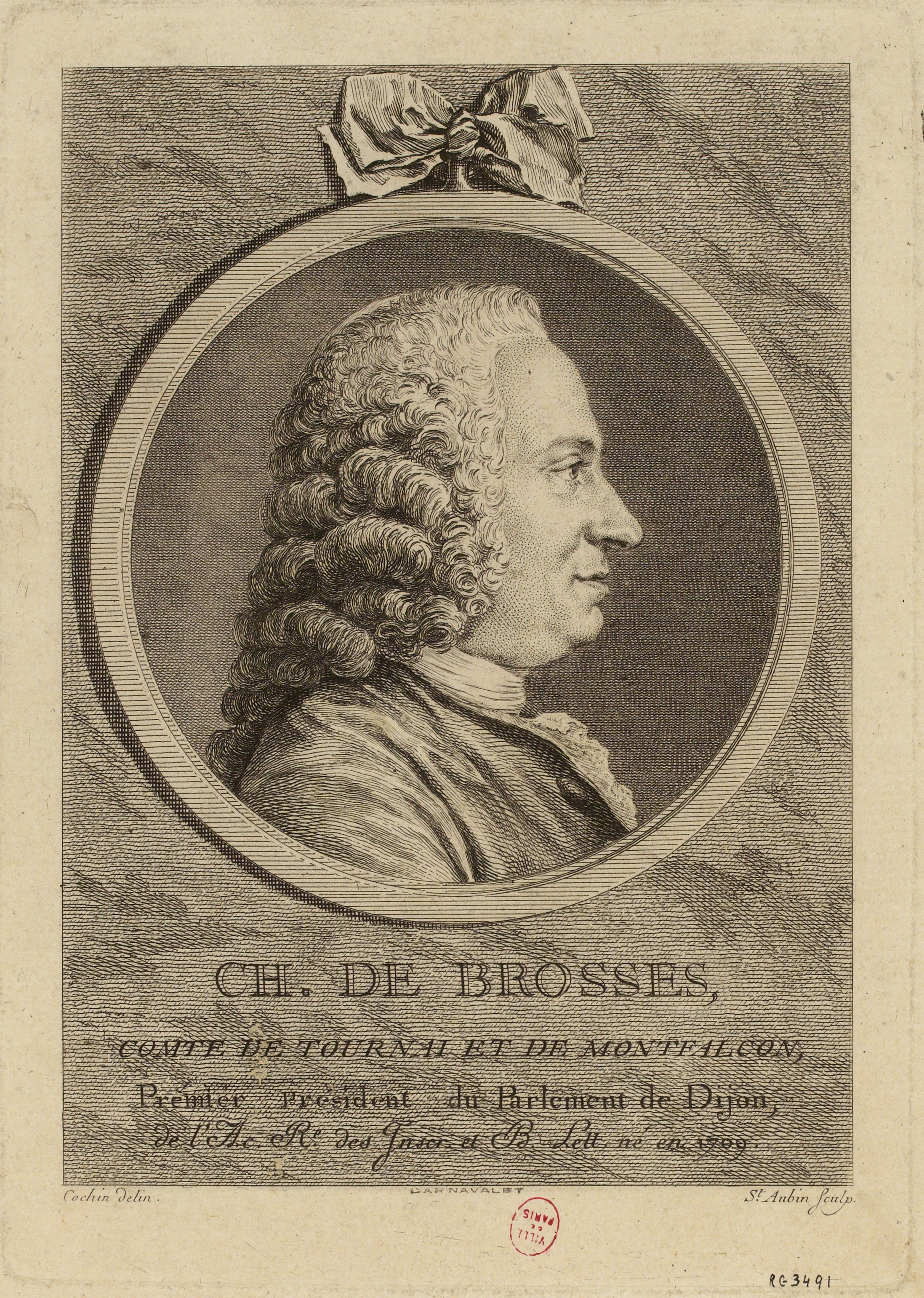
Charles de Brosses

Charles de Brosses, Comte de Tournay, Baron de Montfalcon, Seigneur de Vezins et de Prevessin (* 7. Februar 1709 in Dijon, Frankreich; † 7. Mai 1777 in Paris) war ein französischer Jurist und Philologe des 18. Jahrhunderts. Als einer der Enzyklopädisten verfasste er Artikel für die Encyclopédie.

## Leben und Wirken
Charles de Brosses war ein enger Freund des Naturforschers Georges-Louis Leclerc de Buffon (1707–1788), der die Histoire naturelle verfasste, und ein persönlicher Gegner Voltaires, der de Brosses’ Aufnahme in die Académie française im Jahre 1770 verhindert hatte. Da er sich gegen die absolute Macht des französischen Königs stellte, wurde er 1744 und 1771 verbannt.
De Brosses verfasste zahlreiche wissenschaftliche Abhandlungen zur Geschichte der Antike, Philologie und Sprachwissenschaft, die vor allem von Denis Diderot und Jean Baptiste le Rond d’Alembert für die Encyclopédie genutzt wurden. Auf de Brosses ist auch der Begriff „Polynesien“ zurückzuführen, den er 1756 das erste Mal in Bezug auf die Gesamtheit der Inseln im Pazifik verwendete.
Ferner führte er mit seinem 1760 erschienenen Du culte des dieux fétiches, von Christian Brandanus Hermann Pistorius unter dem Titel Ueber den Dienst der Fetischengötter oder Vergleichung der alten Religion Egyptens mit der heutigen Religion Nigritiens übersetzt, den Begriff des Fetischismus ein.
Er war ab 1741 Präsident des Parlements in Dijon und Mitglied der Académie des Inscriptions et Belles-Lettres (ab 1746) in Paris und der Académie des Sciences, Arts et Belles-Lettres (ab 1761) in Dijon.

## Schriften (Auswahl)
- Lettres sur l’état actuel de la ville souterraine d’Hercule’e, Et sur les causes de son ensevelissement sous les ruines du Vesuve. François Desventes, Dijon 1750, (Digitalisat; das erste veröffentlichte Werk zu diesem Thema).
- Histoire des navigations aux terres australes. 2 Bände. Durand, Paris 1756, (Digitalisate: Band 1. Band 2)
  - Vollständige Geschichte der Schiffarthen nach den noch gröstentheils unbekanten Südländern. Gebauer, Halle 1785, Digitalisat.
- Du culte des dieux fétiches, ou Parallèle de l’ancienne Religion de l’Egypte avec la Religion actuelle de Nigritie. s. n., s. l. 1760, (Digitalisat)
  - Ueber den Dienst der Fetischengötter oder Vergleichung der alten Religion Egyptens mit der heutigen Religion Nigritiens. Lange, Berlin u. a. 1785, (Digitalisat).
- Traité de la formation méchanique des langues, et des principes physiques de l’étymologie. 2 Bände. 1765, (Digitalisate: Band 1. Band 2)
  - Ueber Sprache und Schrift. 2 Bände. Weygand, Leipzig 1777, Digitalisate: Band 1. Band 2; ein wichtiges Werk für Etymologen.
- Histoire de la République romaine, dans le cours du VIIe. siecle. 3 Bände. Frantin, Dijon 1777, (Digitalisate: Band 1. Band 2. Band 3; eine französische Übersetzung von Sallusts Historia, teilweise anhand antiker Fragmente wiederhergestellt und mit topographischen Karten und archäologischen Fundorten illustriert).
- Lettres Historiques et Critiques sur l’Italie. Avec des Notes relatives à la situation actuelle de l’Italie, et la Liste raisonnée des Tableaux et autres Monuments qui ont été apportés à Paris, de Milan, de Rome, de Venise, etc. 3 Bände. Ponthieu, Paris An VII [1798/1799], (Digitalisate: Band 1. Band 2. Band 3)
  - Des Präsidenten de Brosses vertrauliche Briefe aus Italien an seine Freunde in Dijon 1739–1740. Band 1. Übersetzt von Werner Schwartzkopff. Georg Müller, München 1918, Digitalisat; Band 2. Übersetzt von Werner und Maja Schwartzkopff. ebenda 1922, Digitalisat

De Brosses ist in Frankreich vor allem für diese posthum veröffentlichten Briefe aus Italien an Freunde in Dijon bekannt. Unter anderem Puschkin und Stendhal haben diese Publikation sehr geschätzt.